# Fianarantsoa (provincie)
Fianarantsoa is een voormalige provincie van Madagaskar met een oppervlakte van 103.272 km² en 3.366.291 inwoners (juli 2001). De hoofdstad was Fianarantsoa.
In de provincie ligt het gebergte Andringitramassief met als hoogste piek de Pic Boby.
Antananarivo · Antsiranana · Fianarantsoa · Mahajanga · Toamasina · Toliara